# 湯西川温泉スキー場

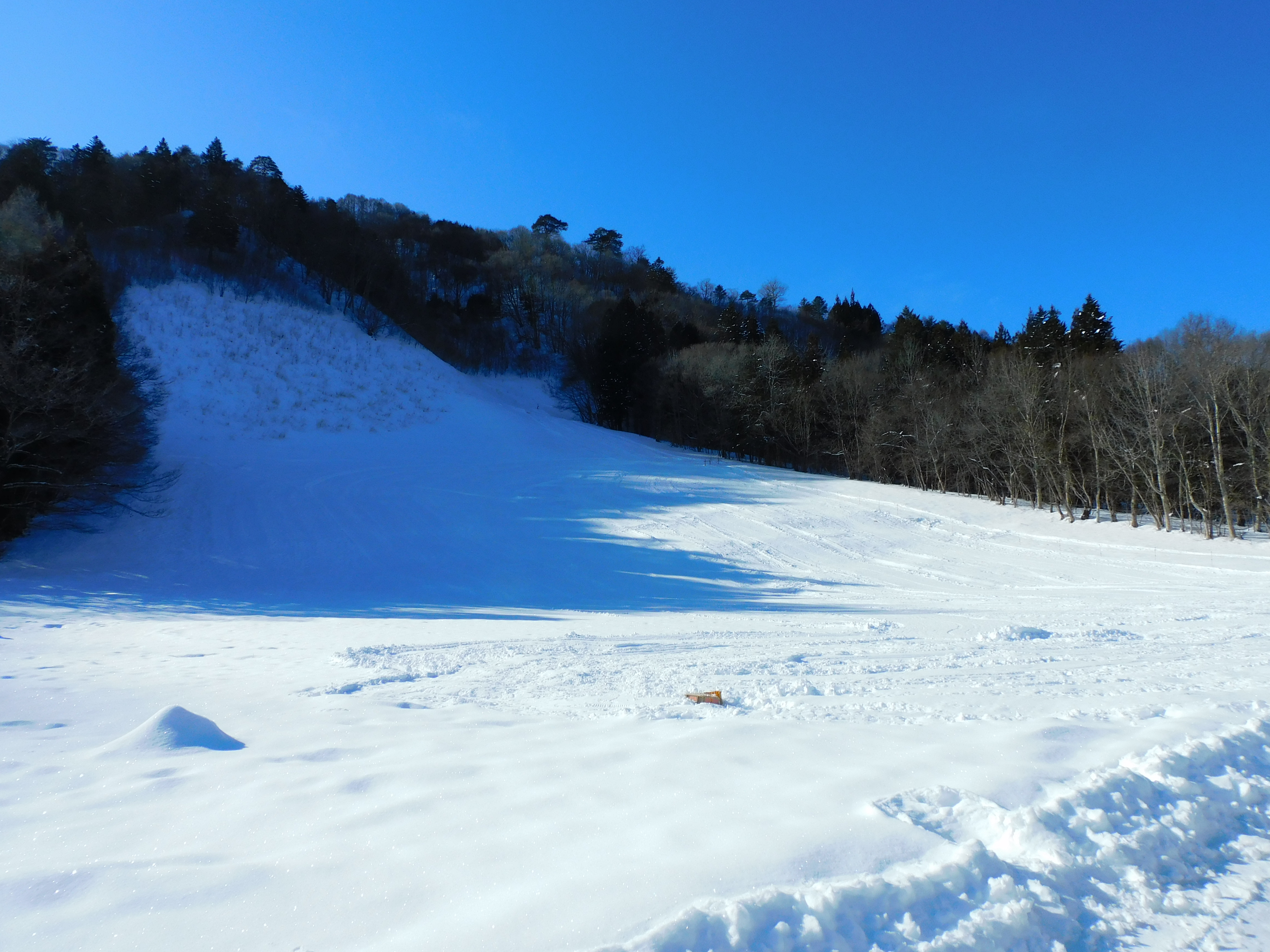
湯西川温泉スキー場跡地（2024年）

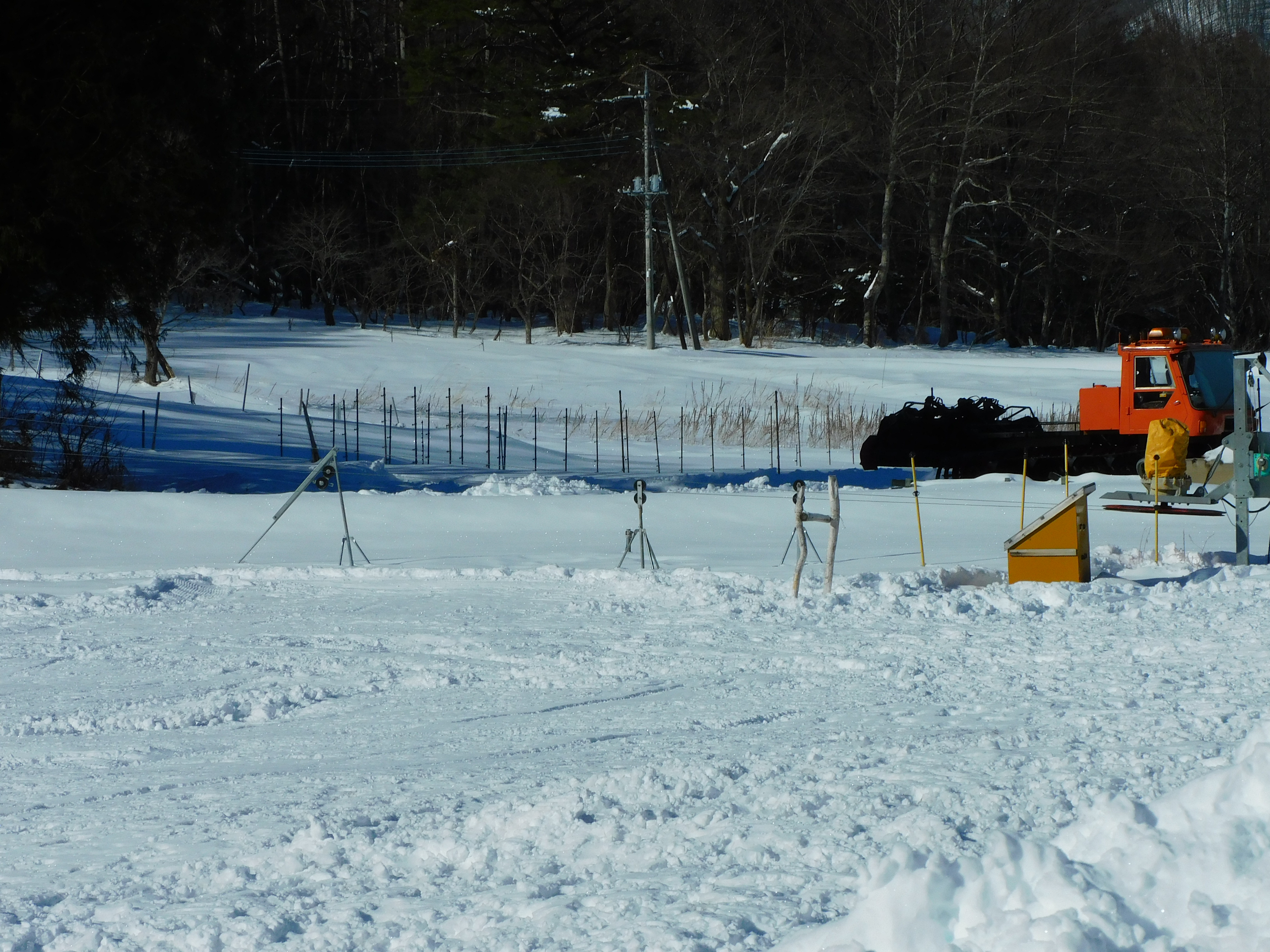
スキー場跡のTバーリフトと圧雪車

湯西川温泉スキー場（ゆにしがわおんせんスキーじょう）は、かつて栃木県塩谷郡栗山村（現・日光市）の湯西川温泉にあったスキー場である。

## 概要
1968年（昭和43年）12月、村営湯西川スキー場として開設。1986年（昭和61年）の時点では湯西川温泉スキー場と称していた。2002年（平成14年）より閉鎖された。
閉鎖後、小中学校の授業対応のため、地元スキークラブなどが、Tバーリフトを設置し、土日祝には一般にも開放していた。2012年（平成24年）時点では、放課後子ども教室の活動として、週4回、国民体育大会やインターハイに出場経験のあるボランティアが、陸上や雪上で回転・大回転などの技術を小学生に指導していた。その後もPTAの奉仕作業として、授業のためにスキー場の設営・撤収を行っている。2023年（令和5年）度は授業で3回使用した。

## 設備
- リフト1基（400m）だが、中間に降車ポイントがあった[11]。ナイター設備はなかった[12]。

## コース
北向き斜面を使用した、ゆるやかな斜面のゲレンデだが、上部に傾斜42度の急斜面があった。

## アクセス
- 湯西川温泉街から徒歩10分弱